# Krakinów
Krakinów (lit. Krekenava) – miasteczko na Litwie położone w okręgu poniewieskim w rejonie poniewieskim, na południowy zachód od Poniewieża, 2003 mieszkańców (2001). Siedziba gminy Krakinów, znajduje się tu także kościół, kaplica, gimnazjum, poczta, muzeum i dyrekcja Parku Regionalnego Krakinów (park krajobrazowy).
Na zachód od miasteczka znajdują się 3 miejscowości znane z powieści „Potop” Henryka Sienkiewicza – oddalone o 9 km Mitruny i o 16 km miasteczko Pacunele oraz oddalona o 13 km wieś Wodokty.
Były prestymonium archidiakonatu kapituły żmudzkiej, położonym w powiecie upickim. 
W dniu Wniebowzięcia Najświętszej Maryi Panny w Krakinowie odbywa się Wielki Odpust Matki Bożej Zielnej. Do popularnych tradycji związanych ze świętem należą wyplatanie wieńców, przygotowywanie bukietów. Palmy święcone podczas nabożeństw są trzymane w wyróżnionym miejscu w domu i palone na Wielkanoc. 

## Historia
Podczas okupacji hitlerowskiej, na początku lipca 1941 roku Niemcy wraz z Litwinami utworzyli getto dla żydowskich mieszkańców. Przebywało w nim około 200 osób. 27 lipca 1941 roku Niemcy zlikwidowali getto, a Żydów wywieziono do getta w Poniewieżu, a następnie zamordowano. 